# Marc Dos Santos
Marc dos Santos é um treinador de futebol luso-canadiano nascido no dia 30 de maio de 1977 em Montreal, no Canadá. Atualmente é treinador do Vancouver Whitecaps que disputa a MLS (Major League Soccer), liga de futebol profissional com a participação de clubes canadenses e dos EUA.

## História
Apesar de ter nascido no Canadá, viveu sua infância e adolescência em Portugal. Foi atleta profissional com passagens pelo futebol lusitano e de Moçambique. Após o término da carreira como jogador, enveredou-se para a carreira de técnico. Começou no Trois Rivière-Attak e disputou o Canadá Cup Open Championship em 2007 e a temporada regular da Canadian Soccer League em 2008. Foi assistente técnico de John Limniatis na campanha que chegou as quartas de final da Liga dos Campeões da Concacaf de 2009.
Foi nomeado treinador interino da equipe em maio de 2009, quando a equipe canadense disputou o campeonato da USL (United Soccer Leagues). Ele saiu do Montreal em junho de 2011.
Em 2012 começou um passagem por clubes brasileiros. Em 2012, foi técnico do Primeira Camisa, clube pelo qual comandou durante a Copa São Paulo de Futebol Júnior.
Após isso, foi responsável pelo comando técnico da equipe sub-15 do Palmeiras, onde conquistou o Campeonato Brasileiro da categoria. O Desportivo Brasil o contratou em 2013 para ser o responsável pela direção técnica da equipe sub-20 na disputa da Copa São Paulo. Após essa experiência, foi contratado pelo Ottawa Fury, onde permaneceu até 2018.
Em Novembro de 2018 foi apresentado como o novo treinador dos Vancouver Whitecaps.